# Río Lenga
El río Lenga es un curso natural de agua que nace al este de la ciudad de Concepción y tras corto trayecto desemboca en la caleta Lenga de la bahía San Vicente del mar chileno.

## Trayecto
El cauce tiene una cuenca natural independiente, pero está asociada administrativamente a la cuenca del gran río biobío.

## Historia
Luis Risopatrón lo describe en su Diccionario Jeográfico de Chile de 1924:
Lenga (Rio) 36° 46' 73° 11'. Baña el fundo del mismo nombre i se vácia en la caleta de la misma denominacion, de la bahía de San Vicente. 1, XXIII, carta 90; 2, 16, p. 376; i 68, p. 117.